# Zemské okresy v Německu

## Bádensko-Württembersko

### Vládní obvody
Bádensko-Württembersko se člení na 4 vládní obvody
- Freiburg
- Karlsruhe
- Stuttgart
- Tübingen

### Městské a zemské okresy
Výše jmenované 4 vládní obvody se dále člení na 9 městských okresů
| - Baden-Baden (BAD) - Freiburg im Breisgau (FR) - Heidelberg (HD) - Heilbronn (HN) - Karlsruhe (KA) | - Mannheim (MA) - Pforzheim (PF) - Stuttgart (S) - Ulm (UL) |

a 35 zemských okresů
| - Alba-Dunaj (Alb-Donau-Kreis; UL) - Biberach (BC) - Böblingen (BB, LEO) - Bodamské jezero (Bodenseekreis; FN) - Breisgau-Vysoký Schwarzwald (Breisgau-Hochschwarzwald; FR) - Calw (CW) - Emmendingen (EM) - Enz (Enzkreis; PF) - Esslingen (ES, NT) - Freudenstadt (FDS, HOR) - Göppingen (GP) - Heidenheim (HDH) - Heilbronn (HN) - Hohenlohe (Hohenlohekreis; KÜN, ÖHR) - Karlsruhe (KA) - Kostnice (Konstanz; KN, BÜS) - Lörrach (LÖ) - Ludwigsburg (LB, VAI) | - Mohan-Tauber (Main-Tauber-Kreis; TBB, MGH) - Neckar-Odenwald (Neckar-Odenwald-Kreis; MOS, BCH) - Ortenau (Ortenaukreis; OG, BH, LR, KEL, WOL) - Ostalb (Ostalbkreis; AA, GD) - Rastatt (RA, BH) - Ravensburg (RV) - Rems-Murr (Rems-Murr-Kreis; WN, BK) - Reutlingen (RT) - Rýn-Neckar (Rhein-Neckar-Kreis; HD) - Rottweil (RW) - Schwäbisch Hall (SHA, CR) - Schwarzwald-Baar (Schwarzwald-Baar-Kreis; VS) - Sigmaringen (SIG) - Tübingen (TÜ) - Tuttlingen (TUT) - Waldshut (WT) - Zollernalb (Zollernalbkreis; BL, HCH) |

### Města
Největší města Bádenska-Württemberska dle počtu obyvatel v roce 2008:
| 1. Stuttgart (591 550) 2. Mannheim (307 640) 3. Karlsruhe (283 959) 4. Freiburg im Breisgau (214 716) 5. Heidelberg (142 889) 6. Heilbronn (121 416) 7. Ulm (120 371) 8. Pforzheim (118 805) 9. Reutlingen (112 099) 10. Esslingen (92 261) 11. Ludwigsburg (87 703) 12. Tübingen, Tubinky (83 310) 13. Villingen-Schwenningen (81 921) 14. Konstanz, Kostnice (80 980) 15. Aalen (67 125) 16. Schwäbisch Gmünd (61 391) 17. Sindelfingen (61 241) 18. Offenburg 58 769 19. Friedrichshafen (58 058) 20. Göppingen (57 836) 21. Baden-Baden (54 454) 22. Waiblingen (52 926) 23. Heidenheim (49 784) 24. Ravensburg (49 073) 25. Rastatt (47 710) | 1. Lörrach (46 860) 2. Albstadt (46 677) 3. Böblingen (46 322) 4. Leonberg (45 535) 5. Singen (45 420) 6. Fellbach (44 010) 7. Filderstadt (43 731) 8. Lahr/Schwarzwald (43 683) 9. Weinheim (43 272) 10. Bruchsal (42 911) 11. Rottenburg am Neckar (42 899) 12. Scheer (42 832) 13. Bietigheim-Bissingen (42 022) 14. Nürtingen (40 552) 15. Kirchheim unter Teck (39 923) 16. Schorndorf (39 323) 17. Ettlingen (38 987) 18. Leinfelden-Echterdingen (37 055) 19. Schwäbisch Hall (36 660) 20. Backnang (35 666) 21. Sinsheim (35 366) 22. Tuttlingen (34 960) 23. Balingen (34 338) 24. Kehl (34 330) 25. Ostfildern (33 714) |

## Bavorsko

### Vládní obvody
Svobodný stát Bavorsko se člení na 7 vládních obvodů (Regierungsbezirke):
- Dolní Bavorsko (Niederbayern)
- Dolní Franky (Unterfranken)
- Horní Bavorsko (Oberbayern)
- Horní Falc (Oberpfalz)
- Horní Franky (Oberfranken)
- Střední Franky (Mittelfranken)
- Švábsko (Schwaben)

### Zemské okresy
Výše jmenovaných 7 vládních obvodů se dále člení na 71 zemských okresů (Landkreise) a 25 městských okresů (Kreisfreie Städte):
| Mapa bavorských okresů |

| 1. Aichach-Friedberg (AIC) 2. Altötting (AÖ) 3. Amberg-Sulzbach (AS) 4. Ansbach (AN) 5. Aschaffenburg (AB) 6. Augsburg (A) 7. Bad Kissingen (KG) 8. Bad Tölz-Wolfratshausen (TÖL) 9. Bamberk (Bamberg; BA) 10. Bayreuth (BT) 11. Berchtesgadensko (Berchtesgadener Land; BGL) 12. Cham (CHA) 13. Coburg (CO) 14. Dachau (DAH) 15. Deggendorf (DEG) 16. Dillingen an der Donau (DLG) 17. Dingolfing-Landau (DGF) 18. Dunaj-Ries (Donau-Ries; DON) | 1. Ebersberg (EBE) 2. Eichstätt (EI) 3. Erding (ED) 4. Erlangen-Höchstadt (ERH) 5. Forchheim (FO) 6. Freising (FS) 7. Freyung-Grafenau (FRG) 8. Fürstenfeldbruck (FFB) 9. Fürth (FÜ) 10. Garmisch-Partenkirchen (GAP) 11. Günzburg (GZ) 12. Haßberge (HAS) 13. Hof (HO) 14. Kelheim (KEH) 15. Kitzingen (KT) 16. Kronach (KC) 17. Kulmbach (KU) 18. Landsberg am Lech (LL) 19. Landshut (LA) | 1. Lichtenfels (LIF) 2. Lindau (Lindau (Bodensee); LI) 3. Mohan-Spessart (Main-Spessart; MSP) 4. Miesbach (MB) 5. Miltenberg (MIL) 6. Mühldorf am Inn (MÜ) 7. Mnichov (München; M) 8. Neuburg-Schrobenhausen (ND) 9. Neumarkt in der Oberpfalz (NM) 10. Neustadt an der Aisch-Bad Windsheim (NEA) 11. Neustadt an der Waldnaab (NEW) 12. Neu-Ulm (NU) 13. Norimbersko (Nürnberger Land; LAU) 14. Oberallgäu (OA) 15. Ostallgäu (OAL) 16. Pasov (Passau; PA) 17. Pfaffenhofen an der Ilm (PAF) | 1. Regen (REG) 2. Řezno (Regensburg; R) 3. Rhön-Grabfeld (NES) 4. Rosenheim (RO) 5. Roth (RH) 6. Rottal-Inn (PAN) 7. Schwandorf (SAD) 8. Schweinfurt (SW) 9. Starnberg (STA) 10. Straubing-Bogen (SR) 11. Tirschenreuth (TIR) 12. Traunstein (TS) 13. Unterallgäu (MN) 14. Weilheim-Schongau (WM) 15. Weißenburg-Gunzenhausen (WUG) 16. Wunsiedel im Fichtelgebirge (WUN) 17. Würzburg (WÜ) |

### Městské okresy
25 bavorských městských okresů:
| 1. Amberg (AM) 2. Ansbach (AN) 3. Aschaffenburg (AB) 4. Augsburg (A) 5. Bamberk (Bamberg; BA) 6. Bayreuth (BT) 7. Coburg (CO) 8. Erlangen (ER) 9. Fürth (FÜ) | 1. Hof (HO) 2. Ingolstadt (IN) 3. Kaufbeuren (KF) 4. Kempten (Allgäu) (KE) 5. Landshut (LA) 6. Memmingen (MM) 7. Mnichov (M) 8. Norimberk (N) 9. Pasov (PA) | 1. Regensburg (R) 2. Rosenheim (RO) 3. Schwabach (SC) 4. Schweinfurt (SW) 5. Straubing (SR) 6. Weiden i. d. OPf. (WEN) 7. Würzburg (WÜ) |

### Politika
Bavorsko má jednokomorový sněm (Landtag). Až do prosince 1999 existovala i druhá komora, senát, jehož členové byli vybráni společenskými a ekonomickými skupinami v Bavorsku, která byla referendem v roce 1998 zrušena. Hlavou vlády je předseda vlády (Ministerpräsident).
V politice země dominuje konzervativní strana CSU (Christlich-Soziale Union), jež je „sesterskou“ stranou celoněmecké CDU (Christlich Demokratische Union), se kterou úzce spolupracuje. CSU v zemských volbách nekandiduje v žádné jiné spolkové zemi, CDU nikdy nekandiduje v zemských volbách v Bavorsku. Od roku 1962 vládne v Bavorsku CSU nepřetržitě a absolutní většinou křesel v parlamentu, v několika volbách podíl hlasů pro CSU přesáhl 60 %, v roce 2003 dokonce dosáhla ve volbách dvoutřetinové většiny mandátů, čehož nedosáhla žádná jiná strana v žádné jiné spolkové zemi. Ve volbách v roce 2008 ovšem absolutní většinu těsně ztratila, i nadále ale zůstala daleko nejsilnější stranou.

## Braniborsko

### Zemské okresy
1. Barnim, okresní město Eberswalde (BAR)
2. Dahme-Sprévský les, okresní město Lübben (Dahme-Spreewald; LDS)
3. Labe-Halštrov, okresní město Herzberg (Elbe-Elster; EE)
4. Havolsko, okresní město Rathenow (Havelland; HVL)
5. Marecké Poodří, okresní město Seelow (Märkisch-Oderland; MOL)
6. Horní Havola, okresní město Oranienburg (Oberhavel; OHV)
7. Horní Sprévský les-Lužice, okresní město Senftenberg (Oberspreewald-Lausitz; OSL)
8. Odra-Spréva, okresní město Beeskow (Oder-Spree; LOS)
9. Východní Prignitz-Ruppin, okresní město Neuruppin (Ostprignitz-Ruppin; OPR)
10. Postupim-Střední marka, okresní město Bad Belzig (Potsdam-Mittelmark; PM)
11. Prignitz, okresní město Perleberg (PR)
12. Spréva-Nisa, okresní město Forst (Spree-Neiße; SPN)
13. Teltow-Fläming, okresní město Luckenwalde (TF)
14. Ukerská marka, okresní město Prenzlau (Uckermark; UM)

### Městské okresy
- Brandenburg an der Havel (BRB)
- Chotěbuz (CB)
- Frankfurt nad Odrou (FF)
- Postupim (P)

## Dolní Sasko

### Městské a zemské okresy
V Dolním Sasku se nachází 10 městských okresů
| - Braunschweig - Delmenhorst - Emden - Göttingen - Hannover | - Oldenburg - Osnabrück - Salzgitter - Wilhelmshaven - Wolfsburg |

Dále se dělí na 37 zemských okresů:
| - Ammerland - Aurich - Celle - Cloppenburg - Cuxhaven - Diepholz - Emsland - Frísko (Friesland) - Gifhorn - Goslar - Göttingen - Hrabství Bentheim (Grafschaft Bentheim) - Hameln-Pyrmont - Hannover - Harburg - Lüneburské vřesoviště (Heidekreis) - Helmstedt - Hildesheim - Holzminden | - Leer - Lüchow-Dannenberg - Lüneburg - Nienburg/Weser - Northeim - Oldenburg - Osnabrück - Osterholz - Peine - Rotenburg (Wümme) - Schaumburg - Stade - Uelzen - Vechta - Verden - Wesermarsch - Wittmund - Wolfenbüttel |

## Durynsko
V současné době se Durynsko člení na 17 zemských okresů (Landkreise).
| 1. Altenbursko (Altenburger Land) 2. Eichsfeld 3. Gotha 4. Greiz 5. Hildburghausen 6. Ilm (Ilm-Kreis) 7. Kyffhäuser (Kyffhäuserkreis) 8. Nordhausen 9. Sála-Holzland (Saale-Holzland-Kreis) | 1. Sála-Orla (Saale-Orla-Kreis) 2. Saalfeld-Rudolstadt 3. Šmalkaldy-Meiningen (Schmalkalden-Meiningen) 4. Sömmerda 5. Sonneberg 6. Unstrut-Hainich (Unstrut-Hainich-Kreis) 7. Wartburg (Wartburgkreis) 8. Výmarsko (Weimarer Land) |

Mimo tyto okresy se zde nachází ještě 6 městských okresů (Kreisfreie Städte):
1. Eisenach
2. Erfurt
3. Gera
4. Jena
5. Suhl
6. Výmar

## Hesensko
Hesenská ústava z 1. prosince 1946 je nejstarší dodnes platnou ústavou německého spolkového státu. Prvním ústavně zvoleným premiérem byl Christian Stock. Vyhlášením základního zákona 23. května 1949 se Hesensko stalo součástí bývalé Spolkové republiky Německa (Západní Německo). 
Sídlem hesenského zemského parlamentu je od roku 1946 Městský palác Wiesbaden, který býval sídlem nasavských vévodů ve Wiesbadenu. 
Zemský sněm Hesenska sestává ze 137 křesel. Dle výsledků voleb z roku 2018 byly tyto mandáty rozděleny mezi následující strany: CDU 40 křesel, SPD 29 míst, Svaz 90/Zelení 29 mandátů, AfD 19 mandátů, Die Linke 9, FDP také 11 pozic a 5 nezávislých poslanců. Ve volbách v tomto roce je nově v Zemském sněmu zastoupena také strana Alternative für Deutschland.
Ministerským předsedou a šéfem zemské vlády byl politik CDU Volker Bouffier.  Po Bouffierově rezignaci byl předsedou hesenské vlády zvolen dne 31. května 2022 Boris Rhein (CDU) a předsedkyní hesenského zemského parlamentu Astrid Wallmanová (CDU).
Hesensko se člení na 3 vládní obvody, 21 zemských okresů a 5 městských okresů se 423 okresními obcemi.
| Hesenské zemské okresy |

### Vládní obvody
- Darmstadt
- Gießen
- Kassel

### Zemské okresy
| 1. Bergstraße (HP) 2. Darmstadt-Dieburg (DA) 3. Groß-Gerau (GG) 4. Vysoký Taunus (Hochtaunuskreis; HG) 5. Mohan-Kinzig (Main-Kinzig-Kreis; MKK) 6. Mohan-Taunus (Main-Taunus-Kreis; MTK) 7. Odenwald (Odenwaldkreis; ERB) | 1. Offenbach (OF) 2. Rheingau-Taunus (Rheingau-Taunus-Kreis; RÜD) 3. Wetterau (Wetteraukreis; FB) 4. Gießen (GI) 5. Lahn-Dill (Lahn-Dill-Kreis; LDK) 6. Limburg-Weilburg (LM) 7. Marburg-Biedenkopf (MR) | 1. Vogelsberg (Vogelsbergkreis; VB) 2. Fulda (FD) 3. Hersfeld-Rotenburg (HEF) 4. Kassel (KS) 5. Schwalm-Eder (Schwalm-Eder-Kreis; HR) 6. Werra-Meißner (Werra-Meißner-Kreis; ESW) 7. Waldeck-Frankenberg (KB) |

### Městské okresy
- Darmstadt (DA)
- Frankfurt nad Mohanem (F)
- Kassel (KS)
- Offenbach am Main (OF)
- Wiesbaden (WI)

## Meklenbursko-Přední Pomořansko
V současné době se Meklenbursko-Přední Pomořansko člení na 6 zemských okresů (Landkreise).
| 1. Ludwigslust-Parchim 2. Meklenburská jezerní plošina (Mecklenburgische Seenplatte) 3. Severozápadní Meklenbursko (Nordwestmecklenburg) | 1. Rostock 2. Přední Pomořansko-Greifswald (Vorpommern-Greifswald) 3. Přední Pomořansko-Rujána (Vorpommern-Rügen) |

Mimo tyto okresy se zde nachází ještě 2 městské okresy (Kreisfreie Städte):
1. Rostock
2. Schwerin

Meklenbursko-Přední Pomořansko má celkem 858 měst a obcí (stav k 1. lednu 2005). Z toho je 6 městských okresů a 852 měst a obcí v rámci zemských okresů. Zemské okresy se dále člení na 85 oblastí (Ämtern) a 43 měst a obcí na úrovni oblasti (Amstfreie Städte) a (Amstfreie Gemeinden). Oblasti se dál člení na 810 měst a obcí (Amtsangehörige Städte) a (Amtsangehörige Gemeinden).

## Porýní-Falc
Zemské okresy
1. Ahrweiler
2. Altenkirchen (Westerwald)
3. Alzey-Worms
4. Bad Dürkheim
5. Bad Kreuznach
6. Bernkastel-Wittlich
7. Birkenfeld
8. Cochem-Zell
9. Donnersberg (Donnersbergkreis)
10. Bitburg-Prüm (Eifelkreis Bitburg-Prüm)
11. Germersheim
12. Kaiserslautern
13. Kusel
14. Mohuč-Bingen (Mainz-Bingen)
15. Mayen-Koblenz
16. Neuwied
17. Rýn-Hunsrück (Rhein-Hunsrück-Kreis)
18. Rýn-Lahn (Rhein-Lahn-Kreis)
19. Rýn-Falc (Rhein-Pfalz-Kreis)
20. Jižní vinná stezka (Südliche Weinstraße)
21. Jihozápadní Falc (Südwestpfalz)
22. Trevír-Saarburg (Trier-Saarburg)
23. Vulkaneifel
24. Westerwald

Městské okresy
1. Frankenthal
2. Kaiserslautern
3. Koblenz
4. Landau in der Pfalz
5. Ludwigshafen am Rhein
6. Mohuč
7. Neustadt an der Weinstraße
8. Pirmasens
9. Špýr
10. Trevír
11. Worms
12. Zweibrücken

## Sársko
Sársko je rozděleno do šesti zemských okresů (německy Landkreis) se správními středisky:
- 1. Merzig-Wadern, Merzig
- 2. Neunkirchen, Ottweiler
- 3. Regionální svazek Saarbrücken (Regionalverband Saarbrücken), Saarbrücken
- 4. Saarlouis, Saarlouis
- 5. Sárská Falc (Saarpfalz-Kreis), Homburg
- 6. St. Wendel, St. Wendel

## Sasko
Roku 1990 obnovené Sasko převzalo administrativní členění z doby Německé demokratické republiky, kdy se od roku 1952 dělilo na 48 okresů a 6 samostatných měst nepatřících k žádnému okresu (též bezokresní města či městské okresy). Během okresní reformy z let 1994/1996 byly okresy sloučeny do 22 zemských okresů a 7 městských okresů. Při druhé okresní reformě vzniklo od 1. srpna 2008 celkem 10 nových zemských okresů a počet samostatných měst byl zredukován na tři (Drážďany, Lipsko, Saská Kamenice). Zároveň byly vytvořeny tři správní obvody, téměř totožné s dosavadními vládními obvody, jejichž sídly byla tři samostatná města. Správní obvody však k 29. únoru 2012 zanikly a jejich kompetence přešly na Zemské ředitelství Sasko se sídlem v Saské Kamenici.
| Zemský okres / samostatné město                                                                | Registrační značky                        | Rozloha v km² | Počet obyvatel |
| ---------------------------------------------------------------------------------------------- | ----------------------------------------- | ------------- | -------------- |
| Zemský okres Budyšín (Landkreis Bautzen)                                                       | BZ, BIW, HY, KM                           | 2 395,61      | 296 506        |
| Zemský okres Cvikov (Landkreis Zwickau)                                                        | Z, GC, HOT, WDA                           | 949,78        | 310 111        |
| Zemský okres Fojtsko (Vogtlandkreis)                                                           | V, AE, OVL, PL, RC                        | 1 412,42      | 221 953        |
| Zemský okres Krušné hory (Erzgebirgskreis)                                                     | ERZ, ANA, ASZ, AU, MAB, MEK, STL, SZB, ZP | 1 827,91      | 326 896        |
| Zemský okres Lipsko (Landkreis Leipzig)                                                        | L, BNA, GHA, GRM, MTL, WUR                | 1 651,3       | 261 573        |
| Zemský okres Míšeň (Landkreis Meißen)                                                          | MEI, GRH, RG, RIE                         | 1 454,59      | 241 160        |
| Zemský okres Saské Švýcarsko-Východní Krušné hory (Landkreis Sächsische Schweiz-Osterzgebirge) | PIR, DW, FTL, SEB                         | 1 654,19      | 246 011        |
| Zemský okres Severní Sasko (Landkreis Nordsachsen)                                             | TDO, DZ, EB, OZ, TG, TO                   | 2 028,56      | 199 688        |
| Zemský okres Střední Sasko (Landkreis Mittelsachsen)                                           | FG, BED, DL, FLÖ, HC, MW, RL              | 2 116,85      | 300 308        |
| Zemský okres Zhořelec (Landkreis Görlitz)                                                      | GR, LÖB, NOL, NY, WSW, ZI                 | 2 111,41      | 248 479        |
| Lipsko (Leipzig)                                                                               | L                                         | 297,8         | 619 879        |
| Drážďany (Dresden)                                                                             | DD                                        | 328,5         | 566 222        |
| Saská Kamenice (Chemnitz)                                                                      | C                                         | 221,1         | 250 681        |
| Sasko                                                                                          |                                           | 18 415,66     | 4 089 467      |

## Sasko-Anhaltsko

### Bývalé vládní obvody
Do roku 2003 se Sasko-Anhaltsko členilo na 3 vládní obvody (německy Regierungsbezirke):
- Dessau
- Halle
- Magdeburg

K 1. lednu 2004 byly tyto vládní obvody zrušeny. Působnost všech 3 úřadů zrušených vládních obvodů přešla na zemský správní úřad se sídlem v Halle.

### Zemské okresy
Při první správní reformě 1. července 1994 bylo dosavadních 37 zemských okresů nahrazeno 21 novými zemskými okresy. Dále zde z předchozího členění zůstaly zachovány 3 městské okresy.
V současnosti probíhá v Sasku-Anhaltsku politická debata týkající se další případné správní reformy.
V současnosti se Sasko-Anhaltsko člení na 21 zemských okresů (německy Landkreise):
| Okres                                               | Obyvatele | Rozloha (km²) | Hustota zalidnění (Obyv./km²) |
| --------------------------------------------------- | --------- | ------------- | ----------------------------- |
| Anhalt-Bitterfeld (ABI)                             | 187 873   | 1 452,71      | 129                           |
| Burgenland (Burgenlandkreis; BLK)                   | 205 097   | 1 413,36      | 145                           |
| Börde (BK)                                          | 187 833   | 2 366,19      | 79                            |
| Harz (HZ)                                           | 244 248   | 2 104,00      | 116                           |
| Jerichowsko (Jerichower Land; JL)                   | 101 092   | 1 576,66      | 64                            |
| Mansfeld-Jižní Harz (Mansfeld-Südharz; MSH)         | 160 984   | 1 448,60      | 111                           |
| Sála (Saalekreis; SK)                               | 206 146   | 1 433,22      | 144                           |
| Salzland (Salzlandkreis; SLK)                       | 222 727   | 1 425,86      | 156                           |
| Stará marka-Salzwedel (Altmarkkreis Salzwedel; SAW) | 94 545    | 2 292,52      | 41                            |
| Stendal (SDL)                                       | 129 481   | 2 422,96      | 53                            |
| Wittenberg (WB)                                     | 144 972   | 1 929,89      | 75                            |
| Městské okresy:                                     |           |               |                               |
| Dessau-Roßlau (DE)                                  | 91 243    | 24 462        | 373                           |
| Halle (HAL)                                         | 235 720   | 135,02        | 1 746                         |
| Magdeburg (MD)                                      | 229 826   | 200,95        | 1 144                         |
| Sasko-Anhaltsko (ST)                                | 2 442 000 | 22 446        | 119                           |

## Severní Porýní-Vestfálsko

### Vládní obvody
Spolková země Severní Porýní-Vestfálsko se člení na pět vládních obvodů (Regierungsbezirke).
| 1. Arnsberg 2. Detmold 3. Düsseldorf 4. Kolín nad Rýnem (Köln) 5. Münster |

### Okresy
Těchto pět vládních obvodů se dále člení na 30 okresů (Kreise) a jeden městský region. Do okresů a městského regionu patří 374 okresních obcí a měst. Kromě toho je v Severním Porýní-Vestfálsku  22 městských okresů (Kreisfreie Städte) neboli statutárních měst, které jsou administrativně na úrovni okresu. Na rozdíl od jiných spolkových zemí v Německu se v Severním Porýní-Vestfálsku nazývají okresy pouze Kreise a nikoliv zemské okresy (Landkreise). Celkově je země rozdělena na 396 obcí a je zde 29 velkých měst.
| 1. Borken (BOR) 2. Coesfeld (COE) 3. Düren (DN) 4. Ennepe-Rúr (Ennepe-Ruhr; EN) 5. Euskirchen (EU) 6. Gütersloh (GT) 7. Heinsberg (HS) 8. Herford (HF) 9. Vysoký Sauerland (Hochsauerlandkreis; HSK) 10. Höxter (HX) 11. Kleve (KLE) 12. Lippe (LIP) 13. Marka (Märkischer Kreis; MK) 14. Mettmann (ME) 15. Minden-Lübbecke (MI) 16. Oberberg (Oberbergischer Kreis; GM) 17. Olpe (OE) 18. Paderborn (PB) 19. Recklinghausen (RE) 20. Rýn-Erft (Rhein-Erft-Kreis; BM) 21. Rýn-Neuss (Rhein-Kreis Neuss; NE) 22. Rýn-Sieg (Rhein-Sieg-Kreis; SU) 23. Rýn-Berg (Rheinisch-Bergischer Kreis; GL) 24. Siegen-Wittgenstein (SI) 25. Soest (SO) 26. Steinfurt (ST) 27. Unna (UN) 28. Viersen (VIE) 29. Warendorf (WAF) 30. Wesel (WES) |

### Městský region
Städteregion Aachen je v Německu ojedinělým sdružením okresů. Jde o spojení okresu Aachen-Land a města bez okresu Aachen. Toto sdružení dvou okresů bylo vytvořeno 21. října 2009.
| 1. Městský region Cáchy (Städteregion Aachen) (AC) |

## Šlesvicko-Holštýnsko
Šlesvicko-Holštýnsko se správně dělí na jedenáct okresů (Kreis) (krajů):

1. Dithmarsche (Dithmarschen)
2. Vévodství lauenburské (Herzogtum Lauenburg)
3. Severní Frísko (Nordfriesland)
4. Východní Holštýnsko (Ostholstein)
5. Pinneberg
6. Plön
7. Rendsburg-Eckernförde
8. Schleswig-Flensburg
9. Segeberg
10. Steinburg
11. Stormarn

Dále zde existují čtyři města s postavením městského okresu (Kreisfreie Stadt):
1. Kiel (KL)
2. Lübeck (HL)
3. Neumünster (NMS)
4. Flensburg (FL)

## Dolní Bavorsko
Správní obvod Dolní Bavorsko zahrnuje 3 městské okresy a 9 zemských okresů:

### Městské okresy
1. Landshut
2. Passau
3. Straubing

### Zemské okresy
1. Deggendorf (DEG)
2. Dingolfing-Landau (DGF)
3. Freyung-Grafenau (FRG)
4. Kelheim (KEH)
5. Landshut (LA)
6. Pasov (Passau, PA)
7. Regen (REG)
8. Rottal-Inn (PAN)
9. Straubing-Bogen (SR)

## Dolní Franky
Správní obvod Dolní Franky zahrnuje 3 městské okresy a 9 zemských okresů.
| Město nebo zemský okres                     | Obyvatelstvo (2008) | Obyvatelstvo (2008) | Rozloha (km²) | Rozloha (km²) |
| ------------------------------------------- | ------------------- | ------------------- | ------------- | ------------- |
| Aschaffenburg                               | 68 776              | 5,2%                | 62            | 0,7%          |
| Schweinfurt                                 | 53 566              | 4,0%                | 36            | 0,4%          |
| Würzburg                                    | 134 440             | 10,1%               | 88            | 1,0%          |
| Zemský okres Aschaffenburg                  | 173 946             | 13,1%               | 699           | 8,2%          |
| Zemský okres Bad Kissingen                  | 106 203             | 8,0%                | 1,137         | 13,3%         |
| Zemský okres Haßberge                       | 86 322              | 6,5%                | 956           | 11,2%         |
| Zemský okres Kitzingen                      | 89 259              | 6,7%                | 684           | 8,0%          |
| Zemský okres Mohan-Spessart (Main-Spessart) | 129 741             | 9,7%                | 1 322         | 15,5%         |
| Zemský okres Miltenberg                     | 130 009             | 9,8%                | 716           | 8,4%          |
| Zemský okres Rhön-Grabfeld                  | 84 360              | 6,3%                | 1 022         | 12,0%         |
| Zemský okres Schweinfurt                    | 114 444             | 8,6%                | 842           | 9,9%          |
| Zemský okres Würzburg                       | 160 434             | 12,0%               | 968           | 11,3%         |
| Celkem                                      | 1 331 500           | 100,0%              | 8 531         | 100,0%        |

## Horní Bavorsko
Správní obvod Horní Bavorsko zahrnuje 3 městské okresy a 20 zemských okresů:

### Městské okresy
1. Mnichov
2. Ingolstadt
3. Rosenheim

### Zemské okresy
1. Altötting (AÖ)
2. Bad Tölz-Wolfratshausen (TÖL)[pozn. 3]
3. Berchtesgadensko (Berchtesgadener Land; BGL)[pozn. 4]
4. Dachau (DAH)
5. Ebersberg (EBE)
6. Eichstätt (EI)
7. Erding (ED)
8. Freising (FS)
9. Fürstenfeldbruck (FFB)
10. Garmisch-Partenkirchen (GAP)
11. Landsberg am Lech (LL)
12. Miesbach (MB)
13. Mnichov (München; M)
14. Mühldorf am Inn (MÜ)
15. Neuburg-Schrobenhausen (ND)[pozn. 5]
16. Pfaffenhofen an der Ilm (PAF)
17. Rosenheim (RO)
18. Starnberg (STA)
19. Traunstein (TS)
20. Weilheim-Schongau (WM)[pozn. 6]

## Horní Falc
Správní obvod Horní Falc zahrnuje 3 městské okresy a 7 zemských okresů:

### Městské okresy
1. Amberg
2. Řezno (Regensburg)
3. Weiden in der Oberpfalz (WEN)

### Zemské okresy
1. Amberg-Sulzbach (AS)
2. Cham (CHA)
3. Neumarkt in der Oberpfalz (NM)
4. Neustadt an der Waldnaab (NEW)
5. Řezno (Regensburg; R)
6. Schwandorf (SAD)
7. Tirschenreuth (TIR)

## Horní Franky
Správní obvod Horní Franky zahrnuje 4 městské okresy a 9 zemských okresů:

### Městské okresy
1. Bamberk (Bamberg)
2. Bayreuth
3. Coburg
4. Hof

### Zemské okresy
1. Bamberk (Bamberg)
2. Bayreuth
3. Coburg
4. Forchheim
5. Hof
6. Kronach
7. Kulmbach
8. Lichtenfels
9. Wunsiedel im Fichtelgebirge

## Střední Franky
Správní obvod Střední Franky zahrnuje 5 městských okresů a 7 zemských okresů:

### Městské okresy
1. Ansbach
2. Erlangen
3. Fürth
4. Norimberk (Nürnberg)
5. Schwabach

### Zemské okresy
1. Ansbach
2. Erlangen-Höchstadt
3. Fürth
4. Neustadt an der Aisch-Bad Windsheim
5. Norimbersko (Nürnberger Land)
6. Roth
7. Weißenburg-Gunzenhausen

## Švábsko (vládní obvod)
Správní obvod Švábsko zahrnuje 4 městské okresy a 10 zemských okresů:

### Městské okresy
1. Augsburg
2. Kaufbeuren
3. Kempten
4. Memmingen

### Zemské okresy
1. Aichach-Friedberg
2. Augsburg
3. Dillingen an der Donau
4. Dunaj-Ries (Donau-Ries)
5. Günzburg
6. Lindau (Lindau (Bodensee))
7. Neu-Ulm
8. Oberallgäu
9. Ostallgäu
10. Unterallgäu